# Kong Asgers Høj
Kong Asgers Høj är en gravhög på ön Mön i Danmark. Den ligger i Vordingborgs kommun i Region Själland, i den sydöstra delen av landet, 80 km söder om Köpenhamn. Närmaste större samhälle är Stege, 10 km öster om Kong Asgers Høj.